# Mauricio Rua
Maurício Milani Rua, noto anche con il suo soprannome Shogun (Curitiba, 25 novembre 1981), è un ex lottatore di arti marziali miste brasiliano di origini portoghesi e italiane.
Ha combattuto nella divisione dei pesi mediomassimi per la promozione statunitense UFC, nella quale è stato campione di categoria tra il 2010 e il 2011; durante il suo periodo nell'organizzazione giapponese Pride ha vinto il torneo dei pesi medi Pride 2005 Middleweight Grand Prix.

## Carriera nelle arti marziali miste

### Inizi
Rua inizia la sua carriera da professionista negli eventi vale tudo in Brasile vincendo anche un combattimento col futuro compagno di squadra nel team Chute Boxe Evangelista Santos.
Nel 2003 Rua partecipa al torneo dei pesi mediomassimi IFC ospitato a Denver, negli Stati Uniti: qui nei quarti di finale supera il connazionale Eric Wanderlei, ma in semifinale viene sconfitto dall'altro brasiliano e futuro campione Strikeforce Renato Sobral per sottomissione, subendo così la prima sconfitta in carriera.
A causa della crescente popolarità viene notato dalla prestigiosa organizzazione giapponese Pride che se ne assicura le prestazioni.

### Pride Fighting Championships
Shogun fa il suo debutto nel Pride con l'evento Pride Bushido 1 sconfiggendo Akira Shoji; negli eventi successivi ha la meglio anche su Akihiro Gono e Yasuhito Namekawa, tutti sconfitti nel primo round.
Nell'evento Pride 29: Fists of Fire affronta l'ex pro-wrestler Hiromitsu Kanehara vincendo anche qui nel primo round. Questi successi e i similari background portano i primi paragoni con il compagno di squadra nella Chute Boxe e campione dei pesi medi Pride Wanderlei Silva.
Malgrado la crescente popolarità è una sorpresa il suo trionfo nel torneo Pride 2005 Middleweight Grand Prix, dove sconfigge nell'ordine Quinton Jackson, Antônio Rogério Nogueira, Alistair Overeem per KO in semifinale e Ricardo Arona in finale, il quale precedentemente aveva sconfitto l'amico e compagno Wanderlei Silva. Dopo questa vittoria Shogun vince il riconoscimento Fighter of the Year da parte del sito specializzato Sherdog.com.
Nell'incontro successivo alla vittoria del torneo Rua viene sconfitto da Mark Coleman riportando la rottura del braccio.
Gli ultimi tre incontri nel Pride vengono tutti vinti contro il francese Cyrille Diabate, l'ex campione dei pesi massimi UFC Kevin Randleman per sottomissione e la futura stella dei pesi massimi Alistair Overeem per KO.

### Ultimate Fighting Championship

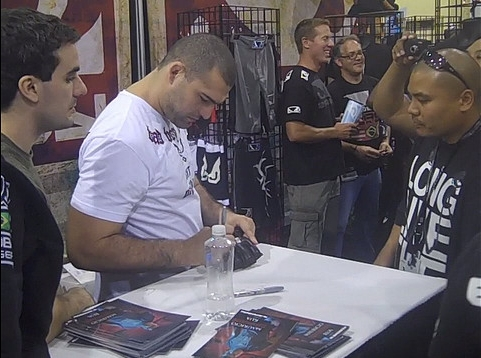
Mauricio Rua al Fan Expo dell'evento UFC 100

Dopo l'acquisizione del Pride da parte dell'UFC Shogun firmò con la nuova federazione debuttando nel pay per view UFC 76 contro il vincitore della prima edizione del reality show The Ultimate Fighter Forrest Griffin venendo sconfitto nel corso della terza ripresa riportando inoltre un infortunio al ginocchio che lo costrinse all'operazione chirurgica.
Nel gennaio 2008 Rua lascia il team Chute Boxe per aprire la sua personale Universidade da Luta insieme al fratello Murilo Rua nella sua città natale Curitiba, in Brasile.
Il ritorno nell'ottagono avviene contro Mark Coleman a UFC 93 a Dublino, in Irlanda: Shogun sconfigge a stento Coleman tramite KO tecnico quando mancavano 24 secondi alla fine della terza ripresa, con entrambi gli atleti visibilmente esausti; il combattimento vinse il premio Fight of the Night ma malgrado il riconoscimento Rua viene criticato per la sua performance lacunosa contro un Coleman ormai quarantaquattrenne e che non combatteva da due anni.
Nell'incontro successivo a UFC 97 a Montréal, in Canada, Shogun ottiene una vittoria prestigiosa contro l'ex campione UFC dei pesi massimi leggeri Chuck Liddell che convince la federazione a riportarlo nell'orbita della lotta alla cintura di campione.

#### Rincorsa al titolo
Ad UFC 104 Shogun perse per decisione unanime l'incontro per il titolo dei pesi mediomassimi contro il nuovo campione Lyoto Machida: tutti e tre i giudici segnarono un punteggio di 48–47 in favore di Machida; tale risultato generò diverse controversie tanto che la maggioranza dei fan, lottatori e persino il presidente dell'UFC Dana White dichiararono che fosse Shogun il vero vincitore dell'incontro. Malgrado tali controversie il risultato non venne cambiato ma Rua ottenne un rematch immediato a UFC 113 l'8 maggio 2010 a Montréal.
Rua vinse per KO tecnico al minuto 3:35 del primo round laureandosi finalmente campione dei pesi mediomassimi UFC; tale vittoria venne premiata Knockout of the Year ai Fighters Only World MMA Awards nel 2010. In seguito alla vittoria si sottopose a un intervento chirurgico ad un ginocchio infortunatosi nel corso dell'incontro contro Machida. Nel frattempo il presidente Dana White conferma che la prima difesa del titolo di Shogun si sarebbe tenuto il 19 marzo 2011 contro Rashad Evans che aveva recentemente sconfitto per decisione unanime Quinton Jackson. Evans però a causa di un infortunio venne sostituito da Jon Jones.
Contro quest'ultimo Rua perde il titolo alla sua prima difesa a UFC 128 venendo dominato da Jones dall'inizio alla fine dell'incontro.

#### Shogun vs. Henderson
Il 27 agosto 2011 a UFC 134 si tenne il rematch con Forrest Griffin che Shogun vinse facilmente tramite KO già all'inizio del primo round vendicando così la terza delle sue cinque sconfitte.
L'incontro successivo era previsto per il 19 novembre 2011 contro l'ex campione dei pesi medi e dei pesi welter Pride, ex campione dei pesi mediomassimi Strikeforce e vincitore del torneo UFC 17 Dan Henderson ad UFC 139; per quel match Shogun decise di rimanere ad allenarsi in Brasile, lontano da fan e giornalisti che scattano foto e riprendono video della sua preparazione, in modo da tenere segreta la strategia studiata per l'incontro; ad ogni modo Shogun si disse fiducioso di divenire il primo fighter della storia a mettere KO Hendo.
L'incontro tra i due ex campioni del Pride Fighting Championships si rivela un match epico che a più riprese i commentatori statunitensi Goldberg e Rogan, durante la telecronaca, definiscono uno dei più grandi della storia dell'UFC. Durante i primi tre round il quarantunenne Henderson domina la contesa infliggendo danni seri a Shogun che è ridotto ad una maschera di sangue, andando vicino alla fine della terza ripresa a chiudere l'incontro. Nel quarto e quinto round invece c'è l'inaspettata riscossa di Shogun, complice l'evidente calo fisico di Hendo. La decisione finale dei giudici assegna la vittoria finale allo statunitense con un punteggio di 48–47. Nell'intervista post-match Dan, sorretto da un compagno e dallo stesso Rogan, definisce il combattimento come "il più duro della sua carriera" mentre Shogun si mostra molto amareggiato limitandosi a dichiarare "Tornerò più forte la prossima volta. Scusate”. L'incontro, come prevedibile, viene nominato Fight of the Night dell'evento, in coabitazione con il match tra Wanderlei Silva e Cung Le.

#### Dal 2012 in poi
Nel 2012 Rua torna alla vittoria mettendo KO Brandon Vera in un incontro che inizialmente, secondo le parole di Dana White, avrebbe premiato il vincitore con una sfida al campione Jon Jones: successivamente White tornò sui suoi passi e non decretò Shogun il nuovo contendente al titolo.
Venne comunque data un'ulteriore possibilità a Rua per poter sfidare il campione nel caso fosse riuscito a battere l'astro nascente Alexander Gustafsson, al tempo uno dei migliori prospetti dello sport: Shogun cadde per la settima volta in carriera venendo punito dalla migliore kickboxing dell'avversario, il quale ottenne una vittoria per decisione unanime dei giudici di gara.
Nell'agosto 2013 avrebbe dovuto affrontare Antônio Rogério Nogueira in un rematch, ma quest'ultimo s'infortunò e venne sostituito da Chael Sonnen: Rua venne sconfitto per sottomissione durante il primo round.
Torna alla vittoria in dicembre contro il potente striker neozelandese James Te Huna con un veloce KO al primo round che gli vale il premio Knockout of the Night.
Nel marzo 2014 combatte un rematch contro Dan Henderson dove ne esce sconfitto per KO,dopo aver mandato knockdown Henderson sia nel primo che nel secondo round.
In novembre avrebbe dovuto affrontare Jimi Manuwa ma quest'ultimo s'infortunò e venne sostituito da Ovince St. Preux. Rua perse l'incontro per KO tecnico a soli 34 secondi dall'inizio del primo round, venendo colpito da un gancio sinistro in pieno volto e, una volta al tappeto, venne finalizzato con una serie devastante di colpi.
Ad agosto affrontò in un rematch il connazionale e leggenda delle MMA Antônio Rogério Nogueira. Rua vinse l'incontro per decisione unanime, ottenendo assieme al suo avversario il premio Fight of the Night.
Il 16 aprile 2016 avrebbe dovuto affrontare finalmente Rashad Evans all'evento UFC on Fox 19. Tuttavia, il 9 marzo, Rua subì un infortunio e non potendo prendere parte all'incontro decise di voler affrontare Corey Anderson all'evento UFC 198. Rua sconfisse Anderson per decisione non unanime.
Tra il 2017 e il 2018 mette insieme due vittorie (contro Gian Vilante e Tyson Pedro, quest'ultima Performance of the Night) e una sconfitta (contro Anthony Smith).

## Risultati nelle arti marziali miste
| Risultato | Record  | Avversario                 | Metodo                              | Evento                                  | Data              | Round | Tempo | Luogo                    | Note                                                 |
| --------- | ------- | -------------------------- | ----------------------------------- | --------------------------------------- | ----------------- | ----- | ----- | ------------------------ | ---------------------------------------------------- |
| Sconfitta | 27–14–1 | Ihor Potieira              | KO Tecnico (Pugni)                  | UFC 283                                 | 21 gennaio 2023   | 1     | 4:05  | Rio de Janeiro, Brasile  |                                                      |
| Sconfitta | 27–13–1 | Ovince Saint Preux         | Decisione (non unanime)             | UFC 274                                 | 7 maggio 2022     | 3     | 5:00  | Phoenix, Stati Uniti     |                                                      |
| Sconfitta | 27–12–1 | Paul Craig                 | KO Tecnico (sottomissione ai pugni) | UFC 255                                 | 21 novembre 2020  | 2     | 3:36  | Las Vegas, Stati Uniti   |                                                      |
| Vittoria  | 27-11-1 | Antônio Rogério Nogueira   | Decisione (non unanime)             | UFC on ESPN: Whittaker vs. Till         | 26 luglio 2020    | 3     | 5:00  | Abu Dhabi, Emirati Arabi |                                                      |
| Pareggio  | 26-11-1 | Paul Craig                 | Pareggio (non unanime)              | UFC Fight Night: Błachowicz vs. Jacaré  | 16 novembre 2019  | 3     | 5:00  | São Paulo, Brasile       |                                                      |
| Vittoria  | 26-11   | Tyson Pedro                | KO Tecnico (pugni)                  | UFC Fight Night: dos Santos vs. Tuivasa | 2 dicembre 2018   | 3     | 0:43  | Adelaide, Australia      | Performance of the Night                             |
| Sconfitta | 25-11   | Anthony Smith              | KO (gomitata e pugni)               | UFC Fight Night: Shogun vs. Smith       | 22 luglio 2018    | 1     | 1:29  | Amburgo, Germania        |                                                      |
| Vittoria  | 25-10   | Gian Vilante               | KO Tecnico (pugni)                  | UFC Fight Night: Belfort vs. Gastelum   | 11 marzo 2017     | 3     | 0:59  | Fortaleza, Brasile       |                                                      |
| Vittoria  | 24-10   | Corey Anderson             | Decisione (non unanime)             | UFC 198: Werdum vs. Miocic              | 14 maggio 2016    | 3     | 5:00  | Curitiba, Brasile        |                                                      |
| Vittoria  | 23-10   | Antônio Rogério Nogueira   | Decisione (unanime)                 | UFC 190: Rousey vs. Correia             | 1º agosto 2015    | 3     | 5:00  | San Paolo, Brasile       | Fight of the Night                                   |
| Sconfitta | 22-10   | Ovince St. Preux           | KO (pugni)                          | UFC Fight Night: Shogun vs. St. Preux   | 8 novembre 2014   | 1     | 0:34  | Uberlândia, Brasile      |                                                      |
| Sconfitta | 22-9    | Dan Henderson              | KO Tecnico (pugni)                  | UFC Fight Night: Shogun vs. Henderson 2 | 23 marzo 2014     | 3     | 1:31  | Natal, Brasile           |                                                      |
| Vittoria  | 22-8    | James Te Huna              | KO (pugno)                          | UFC Fight Night: Hunt vs. Bigfoot       | 7 dicembre 2013   | 1     | 1:03  | Brisbane, Australia      |                                                      |
| Sconfitta | 21-8    | Chael Sonnen               | Sottomissione (ghigliottina)        | UFC Fight Night: Shogun vs. Sonnen      | 17 agosto 2013    | 1     | 4:47  | Boston, Stati Uniti      |                                                      |
| Sconfitta | 21-7    | Alexander Gustafsson       | Decisione (unanime)                 | UFC on Fox: Henderson vs. Diaz          | 8 dicembre 2012   | 3     | 5:00  | Seattle, Stati Uniti     | Eliminatoria per il titolo dei Pesi Mediomassimi UFC |
| Vittoria  | 21-6    | Brandon Vera               | KO (pugni)                          | UFC on Fox: Shogun vs. Vera             | 4 agosto 2012     | 4     | 4:09  | Los Angeles, Stati Uniti |                                                      |
| Sconfitta | 20-6    | Dan Henderson              | Decisione (unanime)                 | UFC 139: Shogun vs. Henderson           | 19 novembre 2011  | 5     | 5:00  | San Jose, Stati Uniti    | Eliminatoria per il titolo dei Pesi Mediomassimi UFC |
| Vittoria  | 20-5    | Forrest Griffin            | KO (pugni)                          | UFC 134: Silva vs. Okami 2              | 27 agosto 2011    | 1     | 1:53  | Rio de Janeiro, Brasile  |                                                      |
| Sconfitta | 19-5    | Jon Jones                  | KO Tecnico (pugni e ginocchiata)    | UFC 128: Shogun vs. Jones               | 19 marzo 2011     | 3     | 2:37  | Newark, Stati Uniti      | Perde il titolo dei Pesi Mediomassimi UFC            |
| Vittoria  | 19-4    | Lyoto Machida              | KO (pugni)                          | UFC 113: Machida vs. Shogun 2           | 8 maggio 2010     | 1     | 3:35  | Montréal, Canada         | Vince il titolo dei Pesi Mediomassimi UFC            |
| Sconfitta | 18-4    | Lyoto Machida              | Decisione (unanime)                 | UFC 104: Machida vs. Shogun             | 24 ottobre 2009   | 5     | 5:00  | Los Angeles, Stati Uniti | Per il titolo dei Pesi Mediomassimi UFC              |
| Vittoria  | 18-3    | Chuck Liddell              | KO (pugni)                          | UFC 97: Redemption                      | 18 aprile 2009    | 1     | 4:28  | Montréal, Canada         |                                                      |
| Vittoria  | 17-3    | Mark Coleman               | KO Tecnico (pugni)                  | UFC 93: Franklin vs. Henderson          | 17 gennaio 2009   | 3     | 4:36  | Dublino, Irlanda         |                                                      |
| Sconfitta | 16-3    | Forrest Griffin            | Sottomissione (rear naked choke)    | UFC 76: Knockout                        | 22 settembre 2007 | 3     | 4:45  | Anaheim, Stati Uniti     | Debutto in UFC                                       |
| Vittoria  | 16-2    | Alistair Overeem           | KO (pugni)                          | Pride 33: The Second Coming             | 24 febbraio 2007  | 1     | 3:37  | Las Vegas, Stati Uniti   |                                                      |
| Vittoria  | 15-2    | Kazuhiro Nakamura          | Decisione (unanime)                 | Pride Shockwave 2006                    | 31 dicembre 2006  | 3     | 5:00  | Saitama, Giappone        |                                                      |
| Vittoria  | 14-2    | Kevin Randleman            | Sottomissione (kneebar)             | Pride 32: The Real Deal                 | 21 ottobre 2006   | 1     | 2:35  | Las Vegas, Stati Uniti   |                                                      |
| Vittoria  | 13-2    | Cyrille Diabate            | KO Tecnico (pestoni)                | Pride Final Conflict Absolute           | 10 settembre 2006 | 1     | 5:29  | Saitama, Giappone        |                                                      |
| Sconfitta | 12-2    | Mark Coleman               | KO Tecnico (braccio rotto)          | Pride 31: Unbreakable                   | 26 febbraio 2006  | 1     | 0:49  | Saitama, Giappone        |                                                      |
| Vittoria  | 12-1    | Ricardo Arona              | KO (pugni)                          | Pride Final Conflict 2005               | 28 agosto 2005    | 1     | 2:54  | Saitama, Giappone        | Vince il Pride 2005 Middleweight Grand Prix          |
| Vittoria  | 11-1    | Alistair Overeem           | KO Tecnico (pugni)                  | Pride Final Conflict 2005               | 28 agosto 2005    | 1     | 6:42  | Saitama, Giappone        | Pride 2005 Middleweight Grand Prix, Semifinale       |
| Vittoria  | 10-1    | Antônio Rogério Nogueira   | Decisione (unanime)                 | Pride Critical Countdown 2005           | 26 giugno 2005    | 3     | 5:00  | Saitama, Giappone        | Pride 2005 Middleweight Grand Prix, Quarti di finale |
| Vittoria  | 9-1     | Quinton Jackson            | KO Tecnico (calci)                  | Pride Total Elimination 2005            | 23 aprile 2005    | 1     | 4:47  | Saitama, Giappone        | Pride 2005 Middleweight Grand Prix, Primo turno      |
| Vittoria  | 8-1     | Hiromitsu Kanehara         | KO Tecnico (calci)                  | Pride 29: Fists of Fire                 | 20 febbraio 2005  | 1     | 1:40  | Saitama, Giappone        |                                                      |
| Vittoria  | 7-1     | Yasuhito Namekawa          | KO Tecnico (calci)                  | Pride Bushido 5                         | 14 ottobre 2004   | 1     | 6:02  | Osaka, Giappone          |                                                      |
| Vittoria  | 6-1     | Akihiro Gono               | KO Tecnico (calci)                  | Pride Bushido 2                         | 15 febbraio 2004  | 1     | 9:04  | Yokohama, Giappone       |                                                      |
| Vittoria  | 5-1     | Akira Shoji                | KO (pugni e pestoni)                | Pride Bushido 1                         | 5 ottobre 2003    | 1     | 3:47  | Saitama, Giappone        | Debutto in Pride                                     |
| Sconfitta | 4-1     | Renato Sobral              | Sottomissione (ghigliottina)        | IFC: Global Domination                  | 6 settembre 2003  | 3     | 3:07  | Denver, Stati Uniti      | Torneo dei Pesi Mediomassimi IFC, Semifinale         |
| Vittoria  | 4-0     | Erik Wanderley             | KO Tecnico (pugni)                  | IFC: Global Domination                  | 6 settembre 2003  | 2     | 2:54  | Denver, Stati Uniti      | Torneo dei Pesi Mediomassimi IFC, Quarti di finale   |
| Vittoria  | 3-0     | Evangelista Santos         | KO Tecnico (pugni)                  | Meca World Vale Tudo 9                  | 1º agosto 2003    | 1     | 8:12  | Rio de Janeiro, Brasile  |                                                      |
| Vittoria  | 2-0     | Angelo Antonio de Oliveira | KO Tecnico (calci)                  | Meca World Vale Tudo 8                  | 16 maggio 2003    | 1     | 0:55  | Curitiba, Brasile        |                                                      |
| Vittoria  | 1-0     | Rafael Freitas             | KO (calcio)                         | Meca World Vale Tudo 7                  | 8 novembre 2002   | 1     | 4:00  | Curitiba, Brasile        |                                                      |